# UFC on FOX 4
UFC on FOX 4: Shogun vs. Vera（ユーエフシー・オン・フォックス・フォー：ショーグン・バーサス・ヴェラ）は、アメリカ合衆国の総合格闘技団体「UFC」の大会の一つ。2012年8月4日、カリフォルニア州ロサンゼルスのステイプルズ・センターで開催された。

## 大会概要
本大会ではマウリシオ・ショーグンとブランドン・ヴェラによるライトヘビー級ワンマッチが組まれた。
TPFバンタム級王者ユリシーズ・ゴメス、キャリア8戦全勝のヴァグネル・プラドがUFCデビュー。

## 試合結果

### プレリミナリーカード
第1試合 フライ級ワンマッチ 5分3R
○  ジョン・モラガ vs.  ユリシーズ・ゴメス ×
1R 3:46 KO（スタンドパンチ連打）
第2試合 フェザー級ワンマッチ 5分3R
○  マニー・ガンブリャン vs.  小見川道大 ×
3R終了 判定3-0（29-28、29-28、30-27）
第3試合 ヘビー級ワンマッチ 5分3R
○  フィル・デ・フライズ vs.  オリ・トンプソン ×
2R 4:16 リアネイキドチョーク
第4試合 フェザー級ワンマッチ 5分3R
○  ハニ・ヤヒーラ vs.  ジョシュ・グリスピ ×
1R 3:15 ノースサウスチョーク
第5試合 ライトヘビー級ワンマッチ 5分3R
－  フィル・デイヴィス vs.  ヴァグネル・プラド －
1R 1:28 ノーコンテスト（サミング）
第6試合 フェザー級ワンマッチ 5分3R
○  ナム・ファン vs.  コール・ミラー ×
3R終了 判定2-1（29-28、28-29、29-28）

### メインカード
第7試合 ウェルター級ワンマッチ 5分3R
○  マイク・スウィック vs.  ダマルケス・ジョンソン ×
2R 1:20 KO（パウンド）
第8試合 ライト級ワンマッチ 5分3R
○  ジョー・ローゾン vs.  ジェイミー・ヴァーナー ×
3R 2:44 三角絞め
第9試合 ライトヘビー級ワンマッチ 5分3R
○  リョート・マチダ vs.  ライアン・ベイダー ×
2R 1:32 KO（右ストレート→パウンド）
第10試合 ライトヘビー級ワンマッチ 5分5R
○  マウリシオ・ショーグン vs.  ブランドン・ヴェラ ×
4R 4:09 TKO（パウンド）

### 各賞
ファイト・オブ・ザ・ナイト： ジョー・ローゾン vs. ジェイミー・ヴァーナー
ノックアウト・オブ・ザ・ナイト： マイク・スウィック
サブミッション・オブ・ザ・ナイト： ジョー・ローゾン
各選手にはボーナスとして50,000ドルが支給された。